# Schönenwerd (holme)
Schönenwerd är en holme i Schweiz.   Den ligger i distriktet Bezirk Horgen och kantonen Zürich, i den centrala delen av landet, 100 km öster om huvudstaden Bern. Schönenwerd ligger 406 meter över havet.
Omgivningarna runt Schönenwerd är en mosaik av jordbruksmark och naturlig växtlighet. Runt Schönenwerd är det ganska tätbefolkat, med 83 invånare per kvadratkilometer.